# Fundamento de Esperanto
El Fundamento de Esperanto és un llibre escrit per L. L. Zamenhof, publicat l'any 1905. El 9 d'agost del 1905 es va declarar com la descripció oficial de l'idioma en el quart article de la Declaració de Boulogne en el primer Congrés Mundial a Boulogne-sur-Mer, a la República Francesa. És considerat el reglament essencial i obligatori de l'esperanto i és per tant intocable.

## Descripció
El Fundamento consta de quatre parts: un pròleg (Antaŭparolo), una gramàtica (Gramatiko), una col·lecció d'exercicis (Ekzercaro) i un "Diccionari Universal" (Universala Vortaro). Amb l'excepció del pròleg, tot el que hi ha en el Fonament ve de treballs anteriors de Zamenhof.
A més del Fundamento hi ha els "Suplements Oficials" (Oficialaj Aldonoj) Ara per ara, hi ha vuit Suplements Oficials. El Pròleg del Fundamento declara:
| « | "Nur iam poste, kiam la granda parto de la novaj vortoj estos jam tute matura, ia aŭtoritata institucio enkondukos ilin en la vortaron oficialan, kiel 'Aldonon al la Fundamento" | » |

Traducció:
| « | "A partir d'ara, quan la majoria de les noves paraules s'hagin establert en l'ús, alguna institució amb autoritat les inclourà en el diccionari oficial en forma de "Suplement oficial del Fonament"" | » |

La gramàtica i la secció dels diccionaris del Fonament estan en cinc idiomes nacionals: francès, anglès, alemany, rus i polonès.